# Juan de Timoneda
Juan de Timoneda, född omkring 1490 i Valencia, död omkring 1598, var en spansk skald och bokförläggare.
Timoneda lånade, som tidens sed var, utan skrupler från andra författare. Så är hans Comedia de engaños ett plagiat av Plautus Menæchmi, Comedia Cornelia efter Ariostos Il negromante, Aurelia är hämtad från Torres Naharro och Oveja perdida från ett gammalt moralspel. Timonedas främsta modell är emellertid Lope de Rueda, vars pasos Timoneda utgav. Inte utan framgång försökte sig Timoneda likväl i pasos, entremeses med mera, av vilka en samling under titel Turiana utkom 1565 med Joan Diamante som författarmärke. Plagiat är berättelsesamlingarna Patrañuelo och Sobremesa y alivio de camenantes. Timoneda utgav även romansamlingar, som Rosa de amores, Rosa española, Rosa gentil, Rosa real med flera. Han är representerad i Rivadeneiras Biblioteca de autores españoles, band 2, 3, 10, 16, 35, 42 och 43, och omtalas i Ensayo de una biblioteca española de libros raros y curiosos. Timoneda är intagen i Spanska akademiens Catálogo de autores de la lengua. 